# Polypedilum appendiculatum
Polypedilum appendiculatum är en tvåvingeart som beskrevs av Maurice Emile Marie Goetghebuer 1939. Polypedilum appendiculatum ingår i släktet Polypedilum och familjen fjädermyggor.
Artens utbredningsområde är Belgien. Inga underarter finns listade i Catalogue of Life.